# Luggude domsagas valkrets
Luggude domsagas valkrets var i riksdagsvalet till andra kammaren 1866 en egen valkrets med ett mandat. Valkretsen, som motsvarade Luggude härad, delades vid riksdagsvalet 1869 i Luggude domsagas norra valkrets och Luggude domsagas södra valkrets.

## Riksdagsman
- Ola Jönsson, lmp 1867, nylib 1868–1869 (1867–1869)